# Курницкий замок
Курницкий замок (пол. Zamek w Kórniku, Zamek Kórnicki) — замок середины XIX века, построенный по проекту Карла Шинкеля в городе Курник, в Великопольском воеводстве, на западе Польши. Как и Алупкинский дворец, представляет собой сочетание элементов неоготики и мавританского стиля. С 2011 года памятник истории Польши, наряду с прилегающим дендрарием.

## История
Первые сведения об усадьбе в Курнике относятся к 1426 году. До 1592 года резиденция великопольских магнатов Гурок. В 1573 году Анджей Гурка принимал здесь Генриха Валуа, спешившего на коронацию в Краков. Начиная с конца XVII века в замке обосновался шляхетский род Дзялыньских. Реконструирован по инициативе Адама-Тита Дзялынского, который высадил вокруг обширный дендрарий.
Последним владельцем замка был граф Владислав Замойский — внук Тита Дзялынского. В 1924 году он подарил замок и всё его содержимое (включая богатейшую библиотеку — одну из пяти крупнейших в Польше) польскому народу. Усадьба открыта для посещения в качестве музея.